# Muzeum Techniki Wojskowej i Cywilnej w Markach
Lokalne Muzeum Techniki Wojskowej i Cywilnej w Markach – prywatne muzeum z siedzibą w Markach. Placówka jest przedsięwzięciem Krzysztofa i Pawła Gendek, a zbiory zostały zgromadzone w budynku gospodarczym przy ul. Zielenieckiej 47.
W ramach muzealnej kolekcji prezentowane jest uzbrojenie, umundurowanie oraz wyposażenie wojskowe, pochodzące z okresu od powstania listopadowego po II wojnę światową. W zbiorach znajduje się m.in.
- broń palna: karabiny (Mosin), karabinki (Mauser produkcji niemieckiej i polskiej), karabiny maszynowe (MG 34, MG 42, MG08), pistolety maszynowe („pepesze”, mp 40), broń krótka (pistolety Mauser oraz Browning), rakietnice, pancerfausty i pancerzownice,
- elementy umundurowania: hełmy, pasy, ładownice, bagnety,
- odznaki i emblematy,
- łuski od pocisków,

Zwiedzanie muzeum jest możliwe po uprzednim uzgodnieniu.